# Empresa de grande porte
Empresa de grande porte ou Grande empresa  é uma empresa que recebe tratamento diferenciado por alguns governos por possuírem uma estrutura de maior capacidade de produção. Geralmente a diferença é baseada pela quantidade de empregados ou faturamento da empresa. O tratamento diferenciado pode ser caracterizado por cobrança de mais impostos ou incentivos fiscais específicos.

## Empresa de grande porte no Brasil
Existem várias leis que buscam especificar o que é uma empresa de grande porte. A Lei N° 10.165, de 27 de dezembro de 2000 no artigo 17-D estabelece que:
III – empresa de grande porte, a pessoa jurídica que tiver receita bruta anual superior a R$ 12.000.000,00 (doze milhões de reais).|Lei N° 10.165, de 27 de dezembro de 2000
Já a lei nº 11.638, de 28 de dezembro de 2007 no artigo Art. 3° estabelece que:
Considera-se de grande porte, para os fins exclusivos desta Lei, a sociedade ou conjunto de sociedades sob controle comum que tiver, no exercício social anterior, ativo total superior a R$ 240.000.000,00 (duzentos e quarenta milhões de reais) ou receita bruta anual superior a R$ 300.000.000,00 (trezentos milhões de reais).
|lei nº 11.638, de 28 de dezembro de 2007
Segundo o IBGE para Indústria a empresa é considerada de grande porte se tiver mais de 500 empregados. Se for Comércio ou Serviços o mais de 100 empregados. Mas não existe fundamentação legal sobre a classificação por quantidade de empregados.